# マイケル・ウェザリー
マイケル・ウェザリー（Michael Weatherly、1968年7月8日 - ）は、アメリカ合衆国の俳優。

## プロフィール
ニューヨークで生まれコネチカット州フェアフィールドで育つ。実家は輸入業や病院経営をする資産家。大学在学時に演劇や音楽に興味を持ち、大学を中退してオーディションを受け始める。俳優を目指したことにより、財産相続権を放棄された。

## キャリア
代表作は『ダークエンジェル』、『NCIS 〜ネイビー犯罪捜査班』など。主にテレビドラマで活躍している。
2015年8月3日、自身のプロダクション Solar Drive Productions（ソーラー・ドライヴ・プロダクションズ）とCBS Television Studios（CBS・テレビジョン・スタジオズ）と提携して『若草物語』のテレビドラマ化を企画しており、The CWにてテレビドラマ化されると報じられる。
2016年1月5日（現地時間）、シーズン1から13年間出演し続けているドラマ『NCIS 〜ネイビー犯罪捜査班』をシーズン13をもって降板することを自身のTwitterで報告をした。
さらにウェザリーはTwitterで同ドラマへの思いや演じたキャラクターへの愛、スタッフとキャスト、放送局であるCBSの最高経営責任者 レスリー・ムーンヴェス（Leslie Moonves）、世界中のファンに向けて感謝の気持ちを述べた。
2016年3月16日（現地時間）、心理学者 フィル・マグロー（Phil McGraw）の若かりし頃をモデルとしたCBSテレビドラマ『ブル/Bull』に主演することが報じられた（日本：同日）。
2016年5月18日（現地時間）、ドラマ『Bull』のシリーズ化が決定したことが報じられた（日本：同日）。なお、放送時間は自身が13年間出演した『NCIS 〜ネイビー犯罪捜査班』の放送終了後の午後9時となっている。
2016年10月17日（現地時間）、ドラマ『Bull』のフルシーズン制作の決定がドラマ公式Twitterにて明らかになった。10月17日までに放送された3エピソードはいずれも高い視聴率を記録した。ドラマは全23話制作される。2017年3月23日（現地時間）にはシーズン2の制作が決定。シーズン1と同じ放送時間となっている。

### セクハラ問題
2018年12月13日、『BULL / ブル 法廷を操る男』の共演者エリザ・ドゥシュクがウェザリーのセクハラを告発したとニューヨーク・タイムズ紙が報じた。撮影中にウェザリーから「レイプ車に連れ込みたい」、「乱交しよう」などと言われたドゥシュクは、不快感をウェザリー本人に直接伝えた数日後、契約延長はないと言われた。その後の調停過程では、有利に働くことを期待してCBS側が提出したカットシーン映像から、結局はドゥシュクの主張が正しかったことが証明され、ドゥシュクに950万ドルの和解金が支払われることになった。このセクハラ告発についてウェザリーは「ジョークのつもりだった」と主張しているが、ドゥシュクはボストン・グローブ紙への寄稿において、ウェザリーの言動は明らかなハラスメントだったと反論している。

## プライベート
1995年：女優のアメリア・ハインル（Amelia Heinle）と結婚。
1996年1月10日：第一子となる男児が誕生する。オーガスト・マニング・ウェザリー（August Manning Weatherly）と命名。
1997年：離婚。
2001年：『ダークエンジェル』で共演したジェシカ・アルバと婚約するも2003年に破局。
2009年：医師のボヤナ・ヤンコヴィッチ（Bojana Janković）と再婚。
2012年4月10日：夫妻にとっての第一子となる女児が誕生する。オリヴィア（Olivia）と命名。
2013年10月29日：夫妻にとっての第二子となる男児が誕生する。リアム（Liam）と命名。名前については自身のアイルランド系にするか、妻のセルビア系にするか迷ったと語っていた。

## 主な出演作品

### テレビシリーズ
| 放映年    | 邦題 原題                                                                    | 役名                             | 備考                                                      |
| --------- | ---------------------------------------------------------------------------- | -------------------------------- | --------------------------------------------------------- |
| 1999      | チャームド Charmed                                                           | ブレンダン・ロウ                 | 1エピソード                                               |
| 2000      | アリー my Love Ally McBeal                                                   | ウェイン                         | 1エピソード                                               |
| 2000-2002 | ダークエンジェル Dark Angel                                                  | ローガン・ケイル                 | 42エピソード                                              |
| 2003      | 犯罪捜査官ネイビーファイル JAG                                               | アンソニー・ディノッゾ特別捜査官 | 2エピソード                                               |
| 2003-2016 | NCIS 〜ネイビー犯罪捜査班 NCIS（NCIS: Naval Criminal Investigative Service） | アンソニー・ディノッゾ特別捜査官 | レギュラーで306エピソード、シーズン13 #22はクレジットのみ |
| 2012      | Major Crimes 〜重大犯罪課 Major Crimes                                       | ソーン・ウッドソン               | シーズン1 #4                                              |
| 2014      | NCIS: ニューオーリンズ NCIS: New Orleans                                     | アンソニー・ディノッゾ特別捜査官 | ゲスト出演 シーズン1 #2                                   |
| 2015      | NCIS:LA 〜極秘潜入捜査班 NCIS: Los Angeles                                   | アンソニー・ディノッゾ特別捜査官 | ゲスト出演 シーズン7 #5                                   |
| 2016-     | BULL / ブル 法廷を操る男 Bull                                                | Dr. ジェイソン・ブル             | 主演                                                      |

### 映画
| 公開年 | 邦題 原題                                                                                    | 役名                 | 備考       |
| ------ | -------------------------------------------------------------------------------------------- | -------------------- | ---------- |
| 1998   | アブダクション/複合生命体 The Advanced Guard                                                 | ケヴィン             | テレビ映画 |
| 1998   | ラスト・デイズ・オブ・ディスコ The Last Days of Disco                                        | ハップ               |            |
| 2000   | キャビン・バイ・ザ・レーク 沈黙の湖 Cabin by the Lake                                        | ブーン               | テレビ映画 |
| 2000   | ガンシャイ Gun Shy                                                                           | デイヴ・ジュニパー   |            |
| 2005   | エステラ・ウォーレンの 知られたくない私のヒ・ミ・ツ ヴァージン・ラプソディー Her Minor Thing | トム                 |            |
| 2009   | THE HITMAN チャーリー・バレンタイン Charlie Valentine                                        | ダニー・バレンタイン |            |

## 参照
1. ↑  <https://wwwyahoo.com>
2. 1 2 3  <http://m.imdb.com>
3. ↑  <http://m.imdb.com>
4. ↑  「若草物語」がテレビドラマ化シネマトゥデイ
5. ↑  <https://twitter.com>
6. ↑  <https://twitter.com>
7. ↑  <https://twitter.com>
8. ↑  <http://www.tvgroove.com> マイケル・ウェザリー 『NCIS 〜ネイビー犯罪捜査班シリーズの降板が決定TVグルーヴ
9. ↑  Michael Weatherly Dr. Phil CBS DramaTVLine
10. ↑  『NCIS』降板のマイケル・ウェザリー、次の出演ドラマが決定！海外ドラマNAVI
11. ↑  Entertainment Tonight
12. ↑  マイケル・ウェザリーの新ドラマがシリーズ化シネマトゥデイ
13. ↑  CBS2016-2017season TV ScheduleJUSTJARED
14. ↑  <https://twitter.com>
15. ↑  CBS Announces Fall Premiere Dates for New & Returning ShowsJUSTJARED
16. 1 2 3  Abrams, Rachel; Koblin, John (2018年12月13日). “CBS Paid the Actress Eliza Dushku $9.5 Million to Settle Harassment Claims”. The New York Times 2018年12月19日閲覧。
17. ↑  Garcia Lawler, Opheli (2018年12月13日). “CBS Tried to Undermine Actress’ Harassment Claim With Footage of Her Cursing”. The Cut 2018年12月19日閲覧。
18. ↑  “エリザ・ドゥシュク、ドラマ共演者マイケル・ウェザリーのセクシャルハラスメントを告発、10億の賠償金で和解”. TVグルーヴ. (2018年12月17日) 2018年12月19日閲覧。
19. ↑  Dushku, Eliza (2018年12月19日). “Eliza Dushku: I worked at CBS. I didn’t want to be sexually harassed. I was fired”. Boston Globe 2018年12月19日閲覧。
20. 1 2 3 4 5 6  
<http://m.imdb.com>
21. ↑  <usmagazine.com>